# Französische Badmintonmeisterschaft 1971
Die Französische Badmintonmeisterschaft 1971 fand in Colombes statt. Es war die 22. Austragung der nationalen Titelkämpfe im Badminton in Frankreich.

## Titelträger
| Disziplin    | Sieger                            |
| ------------ | --------------------------------- |
| Herreneinzel | Christian Badou                   |
| Dameneinzel  | Viviane Bonnay                    |
| Herrendoppel | Christian Badou Alain Oleskiewiez |
| Damendoppel  | Mireille Laurent Lisa Mauhourat   |
| Mixed        | Christian Badou Viviane Bonnay    |